# Episodi di Melrose Place (settima stagione)
La settima e ultima stagione della serie televisiva Melrose Place, composta da 35 episodi, è andata in onda negli Stati Uniti sul canale FOX dal 27 luglio 1998 al 24 maggio 1999.
I primi sette episodi di questa stagione corrispondono in realtà al blocco finale della sesta che, a causa dei bassi ascolti, la Fox decise di trasmettere in piena estate prima che iniziasse la vera settima stagione (e cioè dall'episodio 7.08 in poi) Nella programmazione italiana, gli episodi prodotti della sesta stagione vengono contati comunque come parte del sesto ciclo.
Andrew Shue, Brooke Langton, Lisa Rinna, Alyssa Milano e Linden Ashby lasciano definitivamente la serie dopo il settimo episodio.
Josie Bissett appare dal quarto al settimo episodio e, in seguito, rientra nel cast regolare con il ruolo di Jane Andrews a partire dall'ottavo episodio, mentre John Haymes Newton viene aggiunto al cast regolare a partire dall'ottavo episodio nel ruolo di Ryan McBride.
Rena Sofer appare dall'undicesimo episodio fino alla fine della serie nel ruolo di Eve Cleary; è l'unica attrice di Melrose Place, oltre a Patrick Muldoon, a non essere mai stata aggiunta ai titoli di testa.
| nº | Titolo originale                         | Titolo italiano                | Prima TV USA      | Prima TV Italia |
| -- | ---------------------------------------- | ------------------------------ | ----------------- | --------------- |
| 1  | Divorce Dominican Style                  | Confessioni                    | 27 luglio 1998    |                 |
| 2  | A Long Way to Trip-A-Rory                | Mai per sempre                 | 3 agosto 1998     |                 |
| 3  | A Match Made in Hell                     | Un accordo stretto all'Inferno | 10 agosto 1998    |                 |
| 4  | Ball 'N Jane                             | Come eravamo                   | 17 agosto 1998    |                 |
| 5  | As Bad as it Gets                        | Quando si mette male           | 24 agosto 1998    |                 |
| 6  | Buona Sera, Mr. Campbell (Part 1 e 2)    | Amiche nemiche (1 e 2 parte)   | 31 agosto 1998    |                 |
| 7  | Buona Sera, Mr. Campbell (Part 1 e 2)    | Amiche nemiche (1 e 2 parte)   | 7 settembre 1998  |                 |
| 8  | The World According to Matt              | Scheletri nell'armadio         | 14 settembre 1998 |                 |
| 9  | Where the Hookers Grow                   | Ritorno alle radici            | 21 settembre 1998 |                 |
| 10 | Dr. Jealousy                             | Gelosie                        | 28 settembre 1998 |                 |
| 11 | Not Quite All About Eve                  | La pagina mancante             | 19 ottobre 1998   |                 |
| 12 | The Rumor Whisperer                      | Un colpo basso                 | 26 ottobre 1998   |                 |
| 13 | The Night the Lights Went Out at Melrose | Blackout a Melrose Place       | 2 novembre 1998   |                 |
| 14 | Suspicion                                | Sospetto                       | 9 novembre 1998   |                 |
| 15 | Fiddling on the Roof                     | La scomparsa di Jane           | 16 novembre 1998  |                 |
| 16 | Lethal Wedding 4                         | Il passato non si cambia       | 23 novembre 1998  |                 |
| 17 | When Cheerleaders Attack                 | Ricominciare a venire          | 30 novembre 1998  |                 |
| 18 | Suddenly Sperm                           | Maternità programmata          | 14 dicembre 1998  |                 |
| 19 | The Usual Santas                         | Bugie sotto l'albero           | 21 dicembre 1998  |                 |
| 20 | The Kyle High Club                       | Cercasi principe azzurro       | 11 gennaio 1999   |                 |
| 21 | I Married a Jock Murderer                | La stangata                    | 18 gennaio 1999   |                 |
| 22 | A Fist Full of Secrets                   | Un pugno di segreti            | 25 gennaio 1999   |                 |
| 23 | The Younger Son Also Rises               | Molestie sessuali              | 8 febbraio 1999   |                 |
| 24 | Saving Ryan's Privates                   | Confessioni e debolezze        | 15 febbraio 1999  |                 |
| 25 | They Shoot Blanks, Don't They?           | Strane sorprese                | 22 febbraio 1999  |                 |
| 26 | How Amanda Got Her Groove Back           | Prove di fedeltà               | 1º marzo 1999     |                 |
| 27 | Unpleasantville                          | Colpo di scena                 | 8 marzo 1999      |                 |
| 28 | Ryan's Choice                            | La piccola Sarah               | 5 aprile 1999     |                 |
| 29 | McBride's Head Revisited                 | La vendita di Melrose          | 12 aprile 1999    |                 |
| 30 | The Daughterboy                          | La figlia di Ryan              | 19 aprile 1999    |                 |
| 31 | Bitter Homes and Guardians               | Perdersi e ritrovarsi          | 26 aprile 1999    |                 |
| 32 | Floral Knowledge                         | Petali di rose                 | 3 maggio 1999     |                 |
| 33 | Lexi Gets Stiffed                        | Vendetta, tremenda vendetta    | 10 maggio 1999    |                 |
| 34 | Dead Men Don't Shut Up                   | La verità viene sempre a galla | 17 maggio 1999    |                 |
| 35 | Asses to Ashes                           | Per sempre soli                | 24 maggio 1999    | 25 agosto 2002  |

## Confessioni
- Titolo originale: Divorce Dominican Style
- Diretto da: Chip Chalmers
- Scritto da: Carol Mendelsohn

### Trama
Amanda va con Rory in repubblica Dominicana per divorziare da Kyle, ignara del fatto che Rory vuole ammazzarla per mettere le mani sui suoi soldi. Tornato a Los Angeles, Kyle continua a corteggiare Taylor, convinto che possa aiutare Amanda, ancora provata per l'apparente suicidio di Christine. Intanto, Peter racconta al suo psichiatra, il dottor Louis Visconti, che prova ancora qualcosa per Amanda nonostante la sua relazione con Lexi. Cooper e Megan tornano a Los Angeles dopo l'esperienza andata male a Philadelphia e scoprono che Michael si è messo d'accordo con Peter per prendere il suo posto come primario, il che porta Megan a licenziarsi e a trovare lavoro come cameriera all'Upstairs Jazz Club. Billy è ancora arrabbiato con Samantha per la sua storia con Jeff, il quale non molla la presa grazie all'aiuto di Jennifer, cosa che poi Samantha scopre.
- Special musical guest: The Braxton Brothers.
- Special guest star: Dan Gauthier (Jeff Baylor).
- Altri interpreti: Ian Gomez (Impiegato in Hotel), Judith McConnell (Donna in Hotel), Mark L. Taylor (dott. Louis Visconti), Anthony Tayler Quinn (Rory Blake).

## Mai per sempre
- Titolo originale: A Long Way to Trip-A-Rory
- Diretto da: Charles Pratt Jr.
- Scritto da: Charles Pratt Jr.

### Trama
Dopo che Peter le rivela di essere ancora innamorato di Amanda, Lexi lo manda via di casa. Ma poi, Lexi apprende delle volontà del padre e che sposando Cooper potrebbe evitare la galera, ma questi non è disposto e Lexi alla fine viene arrestata. Ai Caraibi, Rory cerca di avvelenare Amanda ma Kyle riesce a raggiungerli e uccide Rory. Successivamente racconta ad Amanda tutta la verità Intanto Samantha e Billy decidono di divorziare. Dopo essere stata salvata dal tentato suicidio, Taylor chiede a Michael di essere ospitata da lui. Peter lo costringe a rivelarle di essere il padre del suo bambino.
- Special musical guest: Ricky Peterson.
- Special guest star: Dan Gauthier (Jeff Baylor).
- Altri interpreti: David Gautreaux (Jordan Arkin), Ian Gomez (Impiegato in Hotel), Mark L. Taylor (dott. Louis Visconti), Anthony Tayler Quinn (Rory Blake).

## Un accordo stretto all'Inferno
- Titolo originale: A Match Made in Hell
- Diretto da: Charles Correll
- Scritto da: Cynthia J. Cohen

### Trama
Taylor inizia a lavorare sul disprezzo di Michael riguardo alla paternità mentre continua a stare da lui, ma lui inizia a uscire con la sua nuova segretaria Kary ma poi è costretto a dare soccorso in un incidente stradale la vittima e la moglie in travaglio. Amanda e Kyle tornano Los Angeles e Peter le dice che vuole riniziare con lei; Amanda non lo ricambia in maniera gentile, ma appare chiaro che lui non accetta il "no". Dopo essere stata in carcere per via di vecchie truffe di syuo padre, Lexi fa pressioni a Megan per poter sposare Cooper in modo da avere un'assicurazione stabile per salvare la sua azienda; Megan acconsente e Cooper sposa Lexi ma è costretto a prendere la fede di Megan. Samantha continua a fare i suoi piani con Jeff alla vista di Billy e Jennifer.
- Special musical guest: Dave Coz.
- Special guest star: Dan Gauthier (Jeff Baylor).
- Altri interpreti: Kaela Dobkin (Kary), David Gautreaux (Jordan Arkin), Jim Jansen (Reverendo), Janet Wood (dott.ssa Ellen Halsey).

## Come eravamo
- Titolo originale: Ball 'N Jane
- Diretto da: Chip Hayes
- Scritto da: James Kahn

### Trama
Cercando di stare lontano da Taylor, Michael va a una reunion con i vecchi compagni di scuola a Chicago e lì rivede Jane, e cerca di riconciliarsi con lei. Megan continua a essere gelosa di Lexi e Cooper. Intanto Samantha cerca di scavalcare Billy nel gestire un importante cliente designer italiano presso un'azienda in Italia mentre Jennifer ha paura che il lavoro lo prenda Billy e che vada lui a Roma. Dopo che Peter prova, senza successo, a fare un passo avanti con Amanda, incontra un'ex paziente che accetta di fargli un favore per aiutarlo a riavere Amanda.
- Special musical guest: Diana Krall.
- Special guest star: Dan Gauthier (Jeff Baylor), James Farentino (Mr. Beck), Josie Bissett (Jane Andrews).
- Altri interpreti: Luigi Amodeo (Giorgio), Kaela Dobkin (Kary), David Gautreaux (Jordan Arkin), Mark L. Taylor (dott. Louis Visconti).

## Quando si mette male
- Titolo originale: As Bad as it Gets
- Diretto da: Frank South
- Scritto da: Frank South

### Trama
Michael cerca di nascondere Taylor a Jane, tornata a Los Angeles dopo essere stata con lui a Chicago, ma lei poi scopre tutto. Intanto Samantha chiede l'aiuto di Jeff sabotando la relazione di Billy e Jennifer facendolo viaggiare ad Atlanta dove lui manda a Billy un fax fingendo di essere Alison Parker. Cooper e Lexi vengono avvisati dall'avvocato di attenersi ai loro voti altrimenti sarebbero passibili di accusa di frode, mentre Megan, felosa, rimande svogliatamente a guardare. Peter assolda due uomini per simulare un tentato rapimento di Amanda in modo da rivelarsi lui come il suo salvatore, ma i due si rivelano uomini senza scrupoli pronti a tutto e pianificano di uccidere Amanda una volta intascati i soldi.
- Special musical guest: Joe Sample.
- Special guest star: Dan Gauthier (Jeff Baylor), James Farentino (Mr. Beck), Josie Bissett (Jane Andrews).
- Altri interpreti: David Gautreaux (Jordan Arkin), David Teschendorf (Jack), Dewey Weber (Thomas).

## Amiche nemiche (1)
- Titolo originale: Buona Sera, Mr. Campbell (1)
- Diretto da: Charles Correll
- Scritto da: Carol Mendelsohn e Antoinette Stella

### Trama
Amanda viene rapita dagli uomini assoldati da Peter e quando questi annunciano di pagare 1 milione di dollari di riscatto, Peter si offre di aiutare Kyle. Intanto le continue provocazioni di Lexi portano Cooper a voler interrompere l'accordo e Lexi racconta a Megan della notte che ha trascorso con Cooper. I piani di Samantha contro Billy e Jennifer le si ritorcono contro quando un attacco di coscienza le fa confessare a Jennifer di essere stata lei a spedire il fax a nome di Alison. Jennifer lo dice solo a Michael e lui ne approfitta e usa questo per provocare una faida tra Jennifer e Billy per il solo gusto di divertirsi, mentre Jeff inizia a stufarsi di Samantha dopo aver visto le radici delle sue azioni. Inoltre Jane e Michael discutono se crescere insieme il figlio di Taylor.
- Special guest star: Dan Gauthier (Jeff Baylor), James Farentino (Mr. Beck), Josie Bissett (Jane Andrews).
- Altri interpreti: David Teschendorf (Jack), Dewey Weber (Thomas).

## Amiche nemiche (2)
- Titolo originale: Buona Sera, Mr. Campbell (2)
- Diretto da: Charles Correll
- Scritto da: Carol Mendelsohn e Antoinette Stella

### Trama
Dopo aver posizionato i soldi del riscatto, Peter si rivela come l'eroe di Amanda dopo che questa tenta la fuga dalla baita in cui era rinchiusa con uno dei rapitori che la cerca e che tenta di ucciderla, mentre Kyle aspetta impaziente per via del temporale. Taylor entra in travaglio in casa e partorisce; Jane e Micheal accettano di prendersi cura del bambino, ma Taylor cambia idea e parte per Boston col bambino. Nel frattempo Cooper porta Lexi in giro in barca con l'apparente intento di ucciderla per mettere la parola fine al loro matrimonio; Megan si intrufola in barca dopo aver capito il suo piano. Samantha si trasferisce a Tampa, in Florida per seguire Jeff, che ha accettato un nuovo lavoro come DJ alla radio. Jennifer cerca di riconciliarsi con Billy e insieme si trasferiscono in Italia.
- Special guest star: Dan Gauthier (Jeff Baylor).
- Altri interpreti: Kaela Dobkin (Kary), David Teschendorf (Jack), Josie Bissett (Jane Andrews).

## Scheletri nell'armadio
- Titolo originale: The World According to Matt
- Diretto da: Charles Correll
- Scritto da: Frank South

### Trama
Sono passati tre mesi. Megan all'improvviso inizia nuovamente a pensare a Michael dopo che Cooper si è trasferito a Philadelphia, ma questi chiede a Jane di sposarlo. Lexi pensa di trasformare la sua nuova ditta in un'agenzia pubblicitaria. A Melrose arriva la notizia della morte di Matt Fielding in un incidente stradale. La madre di Matt consegna ad Amanda il diario segreto di Matt che contiene molti segreti, tra cui informazioni riguardo ad una spaccatura tra Kyle e suo fratello Ryan, così come incidenti riguardo Michael quando lavorava come spogliarellista a Chicago, Peter e il suo coinvolgimento in un intervento illegale al cuore al losco Sig. Beck durante il periodo trascorso in carcere per il tentato omicidio di Amanda. Jane confessa a Michael l'avventura che ebbe al college con Alex Basitan, la notte prima di sposare Michael. Amanda scopre una pagina che riguarda il suo passato che strappa via e nasconde. Una sera sola in casa, sente una persona entrare di nascosto; lei gli spara e quell'uomo è Peter.
- Special musical guest: Sean Lennon.
- Special guest star: James Farentino (Mr. Beck).
- Altri interpreti: Claudette Nevins (Constance Fielding), Mark L. Taylor (dott. Louis Visconti), Steve Wilder (Alex Bastian).

## Ritorno alle radici
- Titolo originale: Where the Hookers Grow
- Diretto da: Jefferson Kibbee
- Scritto da: Charles Pratt Jr.

### Trama
Michael segue Megan alla casa dove crebbe, un ranch di cavalli, e conosce sua madre, con la quale Megan non aveva rapporti da tanto e il suo padre disabile. A Los Angeles, il ritrovo di Kyle e Ryan sembra di breve durata a causa della sua intromissione nel passato di Kyle e Amanda. Nel frattempo Amanda chiede a Jane di avvicinarsi ad Alex, la sua ex fiamma, in modo da diventare cliente dell'agenzia. Mentre Peter è in ospedale e si riprende dopo essere rimasto ferito dallo sparo di Amanda, Lexi inizia a frequentare il dottor Lou Visconti, sperando di scoprire qualcosa da usare contro Peter e scopre la verità sul rapimento di Amanda.
- Special musical guest: Sean Lennon.
- Special guest star: Shirley Jones (Teresa Lewis).
- Altri interpreti: Steven Gilborn (Victor Lewis), Mark L. Taylor (dott. Louis Visconti), Steve Wilder (Alex Bastian).

## Gelosie
- Titolo originale: Dr. Jealousy
- Diretto da: Charles Correll
- Scritto da: Carol Mendelsohn

### Trama
Dopo che Michael scopre del ritorno di Alex, decide di testare la fedeltà di Jane. Intanto Megan va a lavorare nell'agenzia di Lexi, la quale lavora su Peter dopo aver scoperto la verità sul rapimento di Amanda. Ryan inizia a notare Megan e cerca di attirare il suo interesse. Quando Amanda lo manda in Arizona per un potenziale cliente, si imbatte con Megan che sta andando nello stesso posto e lui usa questo momento per avvicinarsi a lei. Inoltre, con Lexi che continua a provocarlo, Peter restituisce i soldi del riscatto ad Amanda e Kyle, che tra l'altro sono stanchi del diario di Matt che di fatto Amanda brucia lasciando nascosta però la pagina che racconta dell'omicidio che commise anni fa.
- Special musical guest: Five Easy Pieces.
- Altri interpreti: Bert Remsen (Sonny Skyler), Mark L. Taylor (dott. Louis Visconti), Steve Wilder (Alex Bastian).

## Per sempre soli
- Titolo originale: Asses to Ashes
- Diretto da: Charles Pratt Jr.
- Scritto da: Charles Pratt Jr.

### Trama
Amanda non vuole più tenere nascosto l'omicidio che aveva commesso durante gli anni del Liceo, e per il quale era stata condannata alla prigione Eve. Peter cerca di dissuaderla dal suo scopo, ma ormai Amanda ha preso la decisione: confesserà tutto alla polizia.
Intanto Lexi arriva a casa di Eve per accompagnarla in commissariato per testimoniare contro Amanda. Infatti, a seguito di alcune sedute con uno psichiatra, Eve ha ricordato tutto, ma soprattutto che l'omicidio non lo aveva commesso lei, bensì Amanda. Eve non vuole seguire Lexi, ha altri piani, il suo scopo è vendicarsi di Amanda e Peter. Lega Lexi e successivamente lega anche Michael che si era intromesso in casa sua. Si traveste da Lexi e cerca di investire Amanda e Peter, senza successo.
Amanda e Peter denunciano Lexi dell'accaduto. La polizia arresta sia Lexi che Michael, che intanto si erano liberati dalla prigione creata da Eve e si ritrovano allo stesso commissariato dove Amanda e Peter si trovavano. Lexi spiega alla polizia l'accaduto e confessa che l'omicidio per cui era stata incolpata Eve era stato commesso da Amanda. A questo punto Amanda confessa tutto.
Jane scopre di essere incinta, solo che la bambina che aspetta è di Michael e non di Kyle.
Amanda, durante il ricevimento di nozze di Ryan e Megan, ascolta inavvertitamente Jane che dichiara a Megan che il figlio è di Michael. Il giorno seguente Amanda avverte Kyle che Jane sta scappando proprio perché il figlio che porta in grembo non è suo. Kyle arriva in tempo a casa e ferma Jane dicendole che sente questo figlio come suo e vuole che lei rimanga.
All'ospedale intanto Peter è nei guai, la commissione disciplinare dell'ospedale ha scoperto cosa ha fatto, anche se non sa che in realtà Peter ha coperto solo il denaro rubato da Michael.
Amanda e Peter trascorrono insieme l'ultima sera di libertà in una baita, appena la polizia con Michael e la dottoressa, che ha incastarto Peter, arrivano nei pressi della baita, la stessa esplode.
Il medico legale dichiara che i corpi trovati nella baita erano di Amanda e Peter, lo stesso Michael lo conferma dall'impronta dei loro denti.
Viene realizzato il funerale, durante il quale irrompe Eve vestita da cheerleader che inveisce contro le salme cremate di Amanda e Peter e viene arrestata. In realtà Peter e Amanda erano fuggiti su un'isola acquistata da loro: la puntata si termina con il loro matrimonio.
- Nota. Lisa Rinna e Alyssa Milano hanno lasciato la serie di propria iniziativa; la Rinna poiché, nel 1998, aveva appena dato alla luce la sua primogenita e voleva dedicarsi alla famiglia mentre la Milano aveva stretto un accordo con Aaron Spelling, produttore dello show, in base al quale lei avrebbe lasciato Melrose Place solo per prendere parte a Streghe, la nuova serie prodotta da Spelling. Andrew Shue, Brooke Langton e Linden Ashby furono invece estromessi dalla serie per scelta degli autori.[senza fonte]
- Nota. Josie Bissett costituisce l'unico caso nella storia di Melrose Place di un attore che ha poi ripreso il suo personaggio dopo aver abbandonato la serie. La Bissett aveva abbandonato lo show durante la quinta stagione a causa della sua gravidanza e per volontà dell'attrice di dedicarsi alla famiglia; tuttavia quando durante la sesta stagione, gli ascolti stavano precipitando velocemente soprattutto a causa dei troppi ricambi nel cast, fu chiesto a Josie di tornare per gli episodi finali della sesta (diventati poi parte della settima stagione) ed in seguito l'attrice ha deciso di tornare come personaggio fisso per tutta la settima stagione.[senza fonte]
- Nota. La vera apertura di stagione (l'episodio 7.08) si apre con la morte (fuori scena) di Matt Fielding (che aveva abbandonato la serie all'inizio della stagione precedente) e con la scoperta che il ragazzo aveva tenuto un diario sul quale aveva annotato tutti i segreti dei suoi condomini di Melrose; il quaderno di Matt scatenerà gelosie e ricatti che saranno il perno iniziale su cui è stata costruita la stagione finale.
- Courtney Thorne-Smith avrebbe dovuto apparire in un cameo nell'episodio finale tornando nel ruolo di Allison Parker, ma il giorno fissato per le sue riprese l'attrice si ammalò e di conseguenza la partecipazione saltò.[senza fonte]
- Nota. Gli autori avevano inizialmente programmato per l'episodio finale il ritorno di Natalie Miller, la coinquilina di Allison che sparì nel cuore della notte nell'episodio pilota (all'epoca inquadrata solo di schiena), ma l'idea venne accantonata quando si resero conto che a nessuno importava di quel personaggio.[senza fonte]